# Apolastauroides kamakusa
Apolastauroides kamakusa là một loài ruồi trong họ Asilidae. Apolastauroides kamakusa được Artigas & Papavero miêu tả năm 1988. Loài này phân bố ở vùng Tân nhiệt đới.